# Paranaleptes (kevers)
Paranaleptes is een kevergeslacht uit de familie van de boktorren (Cerambycidae). De wetenschappelijke naam van het geslacht werd voor het eerst geldig gepubliceerd in 1937 door Breuning.

## Soorten
Paranaleptes omvat de volgende soorten:
- Paranaleptes giraffa (Kriesche, 1924)
- Paranaleptes reticulata (Thomson, 1877)